# Georg (Pfalz-Simmern)
Georg von Simmern (* 1518; † 17. Mai 1569 in Simmern) war Pfalzgraf und Herzog von Simmern. Er regierte in seinem fünften  Lebensjahrzehnt das Herzogtum Simmern, eine kurpfälzische Sekundogenitur.
Georg war der Sohn Johanns II. von Simmern und dessen Frau Beatrix von Baden und  ein jüngerer Bruder des Kurfürsten Friedrich III. (* 1515; † 1576) von der Pfalz.
Schon im Alter von acht Jahren wurde er mit ersten Pfründen ausgestattet, denen bald weitere folgten. 1528 wurde er zusammen mit seinen Brüdern Friedrich III. und Reichard an der Alten Universität Köln (Universitas Studii Coloniensis) immatrikuliert. Im Jahr 1539 verzichtete er jedoch auf alle Pfründen, da er zum evangelischen Glauben übergetreten war. 1541 heiratete er Elisabeth von Hessen, die Witwe Ludwigs II. von Zweibrücken, die 16 Jahr älter als Georg war. Aus dieser Ehe gingen keine Kinder hervor. Einige Zeit lebte er mit seiner Familie auf Schloss Birkenfeld. Er soll zudem unter König Philipp I. von Spanien in Militärdienst getreten sein. 1559 wurde Georg als Nachfolger seines älteren Bruders Herzog von Simmern. Um 1560 ging er eine morganatische Ehe mit Elisabeth Heyger (geadelt als Elisabeth von Rosenfeld) ein. Aus dieser Ehe gingen zwei Söhne Adam und Georg hervor, die durch kaiserliches Adelsdiplom im Jahr 1566 in den Reichsadelsstand unter dem Namen der Herren von Ravensburg erhoben wurden. Georg verstarb am 17. Mai 1569 in Simmern, wo er in der Familiengruft in der Simmerner Stephanskirche beigesetzt ist.